# Liste der Biografien/Aa
Liste der Biografien |
Portal Biografien |
Personensuche
# |
A |
B |
C |
D |
E |
F |
G |
H |
I |
J |
K |
L |
M |
N |
O |
P |
Q |
R |
S |
T |
U |
V |
W |
X |
Y |
Z |
?
 
Aa |
Ab |
Ac |
Ad |
Ae |
Af |
Ag |
Ah |
Ai |
Aj |
Ak |
Al |
Am |
An |
Ao |
Ap |
Aq |
Ar |
As |
At |
Au |
Av |
Aw |
Ax |
Ay |
Az
Die Liste der Biografien führt alle Personen auf, die in der deutschsprachigen Wikipedia einen Artikel haben. Dieses ist eine Teilliste mit 396 Einträgen von Personen, deren Namen mit den Buchstaben „Aa“ beginnt.

## Aa
- Aa, altägyptischer Architekt und Bauleiter
- Aa, Abraham Jacob van der (1792–1857), niederländischer Lexikograph und Literat
- Aa, Albert von der (1894–1978), Schweizer Politiker (SP) und Redakteur
- Aa, Christianus Carolus Henricus van der (1718–1793), niederländischer lutherischer Theologe
- Aa, Christianus Petrus Eliza Robidé van der (1791–1851), niederländischer Jurist, Schriftsteller und Dichter
- Aa, Cora (1914–2007), niederländische Malerin
- Aa, Cornelis Johannes van der (1883–1950), niederländischer Maler und Kunsthändler
- Aa, Cornelis van der (1749–1815), niederländischer Buchhändler und Schriftsteller
- Aa, Dirk van der († 1809), niederländischer Maler
- Aa, Hillebrand van der, niederländischer Stecher und Zeichner
- Aa, Jacob van der († 1776), niederländischer Maler
- Aa, Karl von der (1876–1937), deutscher Wirtschaftspädagoge
- Aa, Michel van der (* 1970), niederländischer Komponist
- Aa, Petrus van der (1530–1594), flandrischer Jurist
- Aa, Philips van der, oranischer Jurist und Staatsmann
- Aa, Pierre Jean Baptiste Charles van der (1766–1812), niederländischer Jurist und Sachbuchautor
- Aa, Pieter van der (1659–1733), niederländischer Buchdrucker und Verleger
- Aa, Rudolf von der (1913–1991), deutscher Tierarzt
- Aa-hetep-Re, altägyptischer König der Zweiten Zwischenzeit

### Aab
- Aab, Edith May (1875–1963), US-amerikanische Sängerin und Gesangspädagogin in der Stimmlage Alt und Mezzosopran
- Aab, Jaak (* 1960), estnischer Politiker, Mitglied des Riigikogu
- Aab, Vanessa (* 1983), deutsch-südafrikanische Filmemacherin
- Aab, Vitalij (* 1979), deutsch-kasachischer EishockeyspielerVitalij Aab (* 1979)

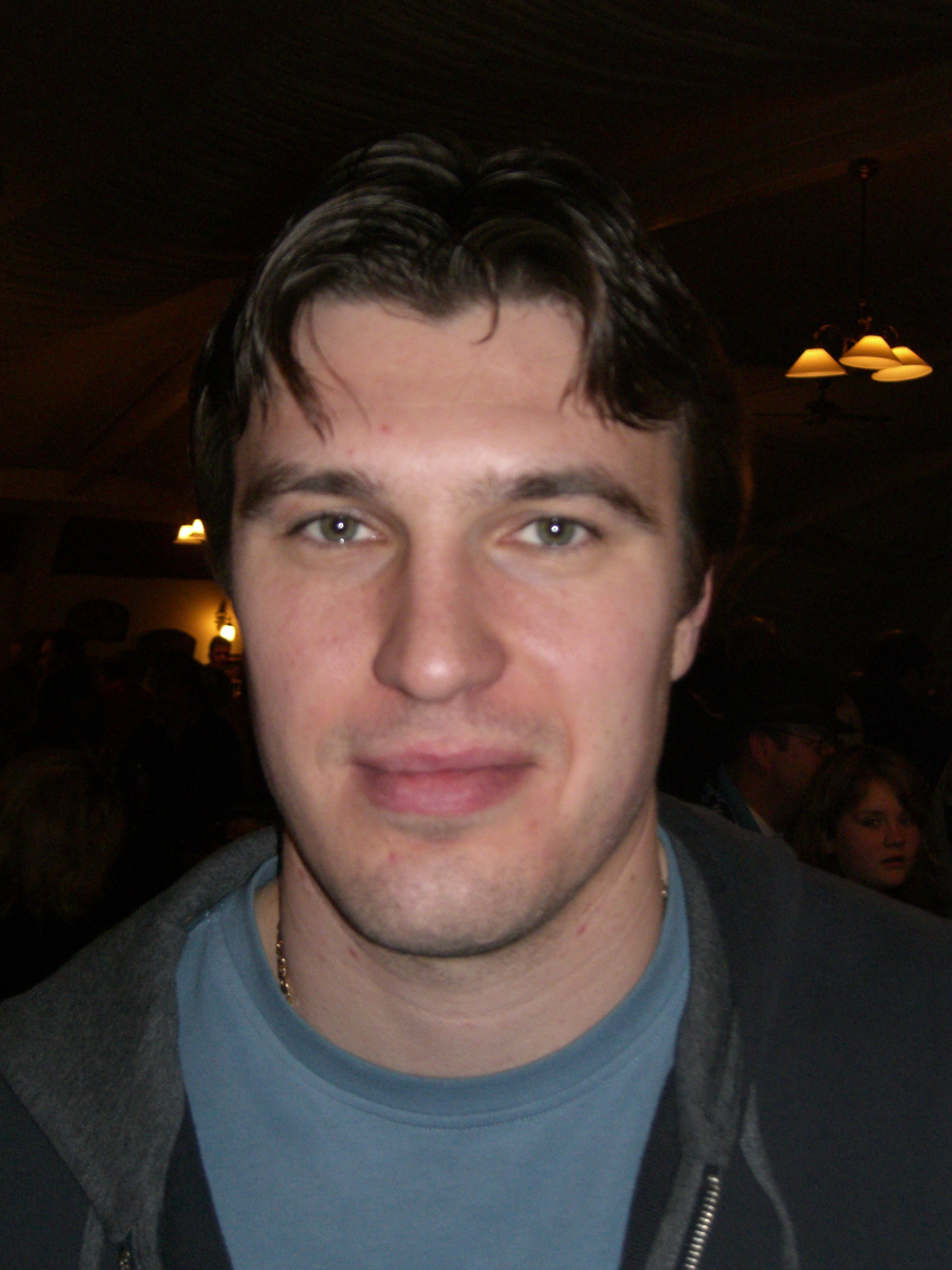
Vitalij Aab (* 1979)

- Aabech, Hans (1948–2018), dänischer Fußballspieler
- Aabech, Kim (* 1983), dänischer Fußballspieler
- Aabech, Siw (* 1997), dänische Handballspielerin
- Aabel, Hauk (1869–1961), norwegischer Schauspieler
- Aaberg, Christen Pedersen (1819–1897), dänischer Gutsbesitzer und Politiker
- Aaberg, Philip (* 1949), US-amerikanischer Pianist und Komponist
- Aabobe, Tshwanelo (* 1993), botswanischer Hochspringer
- Aaboe, Asger (1922–2007), dänischer Mathematik- und Astronomiehistoriker
- Aabrams, Vahur (* 1975), estnischer Germanist und Übersetzer
- Aabrink, Axel (1887–1965), dänischer Maler
- Aaby, Peter (* 1944), dänischer Anthropologe und Epidemiologe
- Aaby, Thorstein (1971–2007), norwegischer Gitarrist
- Aabye, Edgar (1865–1941), dänischer Tauzieher
- Aabye, Karen (1904–1982), dänische Schriftstellerin und Journalistin

### Aac
- Aach, Christoph Wilhelm von (1696–1771), deutscher Rotgießer
- Aach, Hans Günther (1919–1999), deutscher Botaniker
- Aach, Jehuda Löb († 1820), Rabbiner, Mohel und Leiter der Jeschiwa in Hechingen
- Aach, Johann Georg von, deutscher Rotgießer
- Aach, Walther von, deutscher Jurist
- Aachen, Balthasar von, deutscher Steinmetz
- Aachen, Hans von (1552–1615), deutscher MalerHans von Aachen (1552–1615)
- Aachen, J. G., Kalligraph

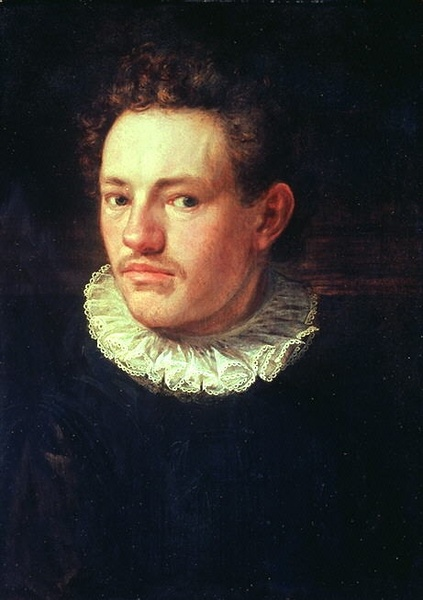
Hans von Aachen (1552–1615)

- Aachen, Maria Johanna von (1755–1845), deutsche Autorin
- Aacheperkareseneb, altägyptischer Bildhauer

### Aad
- Aadahl, Erik (* 1976), amerikanischer Tontechniker
- Aadland, Beverly (1942–2010), US-amerikanische SchauspielerinBeverly Aadland (1942–2010)

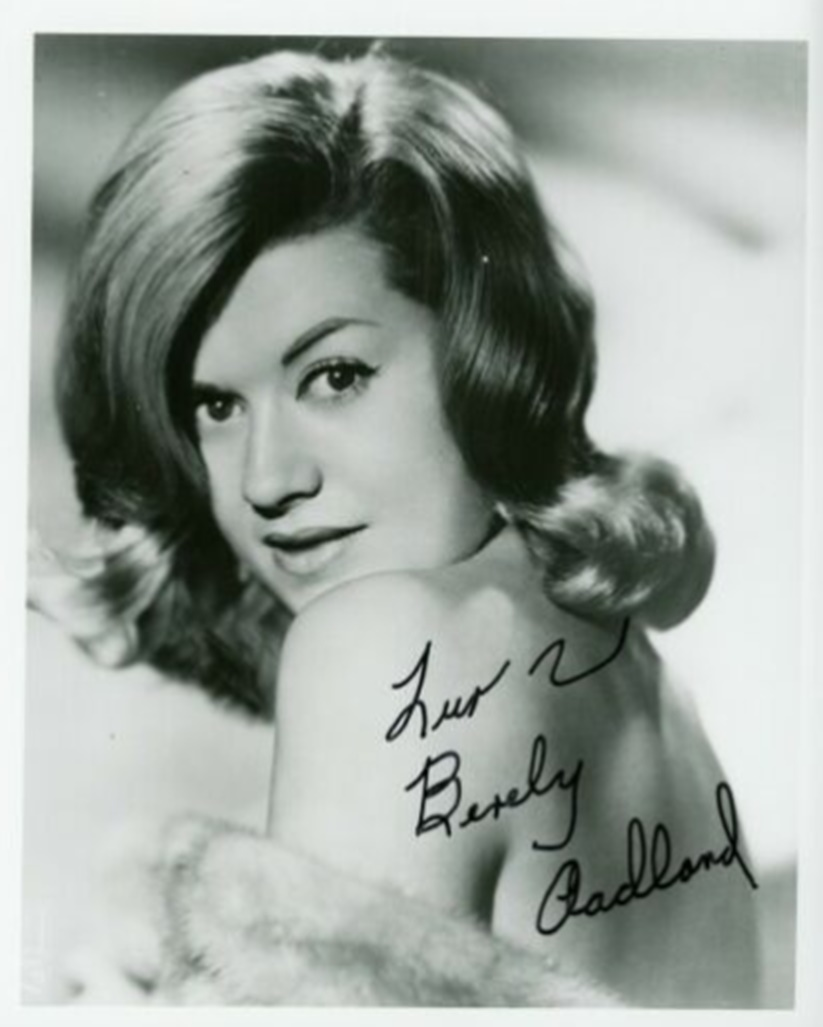
Beverly Aadland (1942–2010)

- Aadnes, Peder (1739–1792), norwegischer Maler
- Aadre, Lydia (1904–1957), estnische Sängerin (Sopran)
- Aadu, Must (1951–2023), estnischer Historiker und Politiker (EK)

### Aae
- Aae, Arvid (1877–1913), dänischer Maler
- Aae, Per Lennart (* 1940), deutscher Politiker (NPD)
- Aaen, Gitte (* 1981), dänische Handballspielerin
- Aaes, Erik (1899–1966), dänischer Szenenbildner

### Aaf
- Aafjes, Bertus (1914–1993), niederländischer Schriftsteller
- Aafjes, Sijtje (1893–1972), niederländische Kindergärtnerin und Illustratorin
- Aafløy, Helge (* 1936), norwegischer Musikpädagoge, Organist und Komponist
- Aaftink, Christine (* 1966), niederländische Eisschnellläuferin

### Aag
- Aagaard, Carl Frederik (1833–1895), dänischer Landschaftsmaler
- Aagaard, Carl Vilhelm Thor (1877–1960), dänischer Maler
- Aagaard, Cecil (1916–1984), norwegischer Jazzsänger, Schlagzeuger, Akkordeonist und Bandleader
- Aagaard, Christen (1616–1664), dänischer Dichter
- Aagaard, Ferdinand Theodor (1860–1945), dänischer Organist und Komponist
- Aagaard, Jacob (* 1973), dänisch-schottischer Schachspieler und -schriftsteller
- Aagaard, Johan Peter (1818–1879), dänischer Formschneider (Xylograph)
- Aagaard, Johannes (1928–2007), dänischer evangelisch-lutherischer Theologe
- Aagaard, Julius (1847–1926), dänischer Heliograph und Fotograf
- Aagaard, Lars (* 1967), dänischer Politiker und Lobbyist
- Aagaard, Lars Larsen (1847–1923), dänischer Geigenbauer
- Aagaard, Martin (1863–1913), norwegischer Marinemaler
- Aagaard, Mikkel (* 1979), dänischer Handballspieler
- Aagaard, Mikkel (* 1995), dänischer Eishockeyspieler
- Aagaard, Niels (1612–1657), dänischer Schriftsteller
- Aagaard, Thorvald (1877–1937), dänischer Komponist, Organist, Violinist und Hochschullehrer
- Aagaard-Nilsen, Torstein (* 1964), norwegischer Komponist, Arrangeur, Dirigent und Musikpädagoge
- Aagesen, Andreas (1826–1879), dänischer Jurist
- Aagesen, Astrid (1883–1965), dänisch-schwedische Designerin und Kunsthandwerkerin
- Aagesen, Peder (1546–1591), dänischer Philologe
- Aagesen, Truid, dänischer Komponist und Organist
- Aagre, Frøy (* 1977), norwegische Jazz-Saxophonistin (Sopran- und Tenorsaxophon), Bandleaderin und Komponistin

### Aah
- Aaholm, Philip (* 1937), US-amerikanischer Klarinettist und Musikpädagoge

### Aak
- Aaken, Anne van (* 1969), deutsche Rechtswissenschaftlerin und Ökonomin
- Aaken, August van (1914–1990), römisch-katholischer Bischof in Paraguay
- Aaken, Ernst van (1910–1984), deutscher Sportmediziner und Trainer
- Aaken, Erwin van (1904–2008), deutscher Architekt
- Aaken, George Karel Gerardus van (1851–1920), niederländischer Violinist, Dirigent, Kapellmeister, Musikpädagoge und Komponist
- Aaker, David A. (* 1938), US-amerikanischer Wirtschaftswissenschaftler
- Aaker, Drengman (1839–1894), US-amerikanischer Politiker (Demokratische Partei, Republikanische Partei)
- Aaker, Jennifer (* 1967), US-amerikanische Psychologin
- Aaker, Lee (1943–2021), US-amerikanischer SchauspielerLee Aaker (1943–2021)

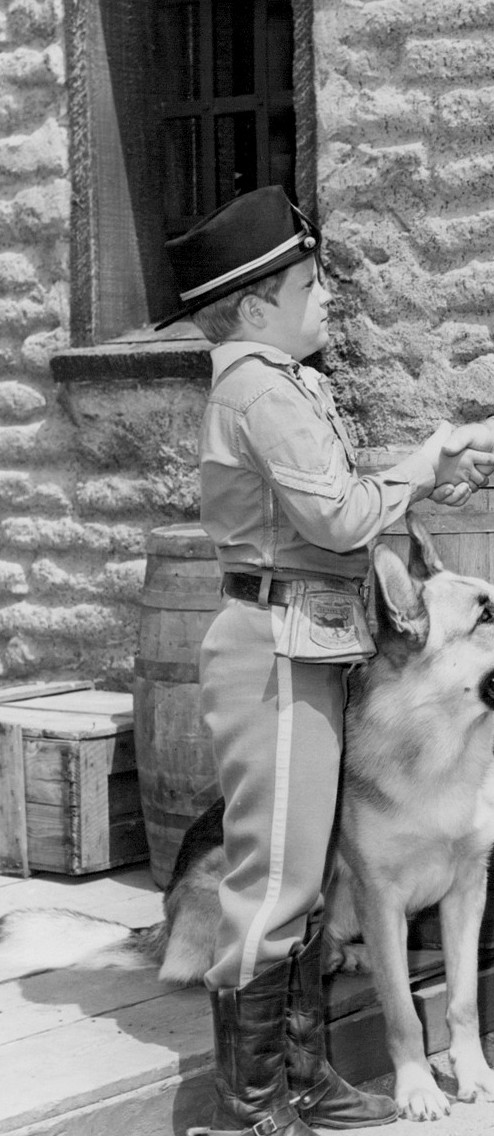
Lee Aaker (1943–2021)

- Aakeson, Kim Fupz (* 1958), dänischer Schriftsteller, Illustrator, Comicautor und Drehbuchautor
- Aakhus, Eivind Danielson (1854–1937), norwegischer Violinist und Virtuose auf der Hardangerfiedel
- Aakjær, Jeppe (1866–1930), dänischer Dichter und Schriftsteller
- Aakrann, Olaf (1856–1904), norwegischer Maler
- Aakre, Bodil (1922–2008), norwegische Juristin und Politikerin (Høyre)

### Aal
- Aal der Dragoner, Soldatin
- Aal, Carl, deutscher Musiker und Komponist
- Aal, De (* 1949), niederländischer Schlagersänger
- Aal, Johannes († 1551), Schweizer Theologe, Komponist und Dramatiker
- Aaland, Per Knut (* 1954), norwegischer Skilangläufer
- Aalbæk Jensen, Erik (1923–1997), dänischer Schriftsteller
- Aalbæk Jensen, Peter (* 1956), dänischer Filmproduzent
- Aalberg, Ida (1857–1915), finnische Schauspielerin
- Aalberg, John (1897–1984), US-amerikanischer Film- und Tontechniker
- Aalberg, John (* 1960), US-amerikanischer Skilangläufer
- Aalberse, Piet (1871–1948), niederländischer Rechtsanwalt und Politiker, Mitglied der Zweiten Kammer und Minister
- Aalberts, Arie (* 1952), niederländischer Politiker des Christen-Democratisch Appèl
- Aaldering, Theo (1920–1979), deutscher Gewichtheber
- Aalders, Willem Jan (1870–1945), niederländischer Theologe
- Aale-Aale (1892–1970), Hamburger Original
- Aale-Dieter (* 1939), deutscher Fischhändler
- Aalegra, Snoh (* 1985), schwedische R&B-Musikerin
- Aalen, Leiv (1906–1983), norwegischer lutherischer Theologe und Hochschullehrer
- Aalen, Sarah van (* 2000), niederländische Volleyballspielerin
- Aalerud, Katrine (* 1994), norwegische Radrennfahrerin
- Aalipour, Radmehr (* 1983), iranischer Theaterregisseur, Dramaturg und Schauspieler
- Aalipour, Raman (* 1978), iranischer Regisseur, Dramaturg und Dozent
- Aaliyah (1979–2001), US-amerikanische Rhythm-and-Blues-SängerinAaliyah (1979–2001)

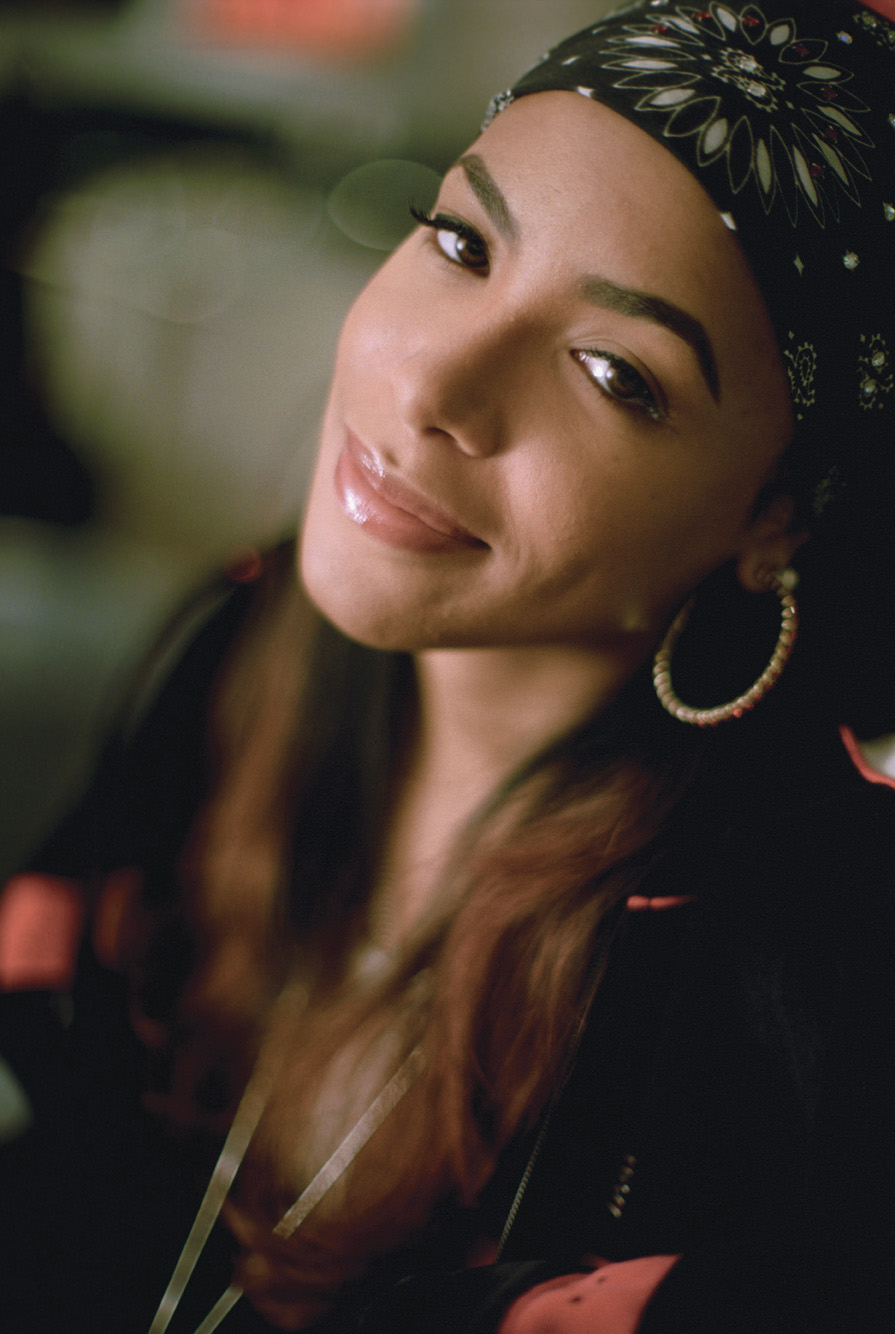
Aaliyah (1979–2001)

- Aaliyan, Sengai (1941–2016), tamilischer Schriftsteller
- Aall, Anathon (1867–1943), norwegischer Philosoph
- Aall, Jacob (1773–1844), norwegischer Politiker, Mitglied des Storting
- Aalla Rotaetxe, Maddi (* 1997), spanische Handballtorhüterin
- Aalsmeer, William Charles (1889–1957), niederländischer Kardiologe
- Aalst, Marinus van (* 1947), Bildhauer und Objektkünstler
- Aalst, Wil van der (* 1966), niederländischer Informatiker
- Aalsteker, Johann, Ratsherr der Hansestadt Lübeck
- Aalten, Cornelia (1913–1991), niederländische Sprinterin und Fünfkämpferin
- Aalten, Truus van (1910–1999), niederländische Schauspielerin
- Aaltio, Panu (* 1982), finnischer Filmkomponist
- Aalto, Aino (1894–1949), finnische Architektin und Designerin
- Aalto, Alvar (1898–1976), finnischer Architekt und IndustriedesignerAlvar Aalto (1898–1976)

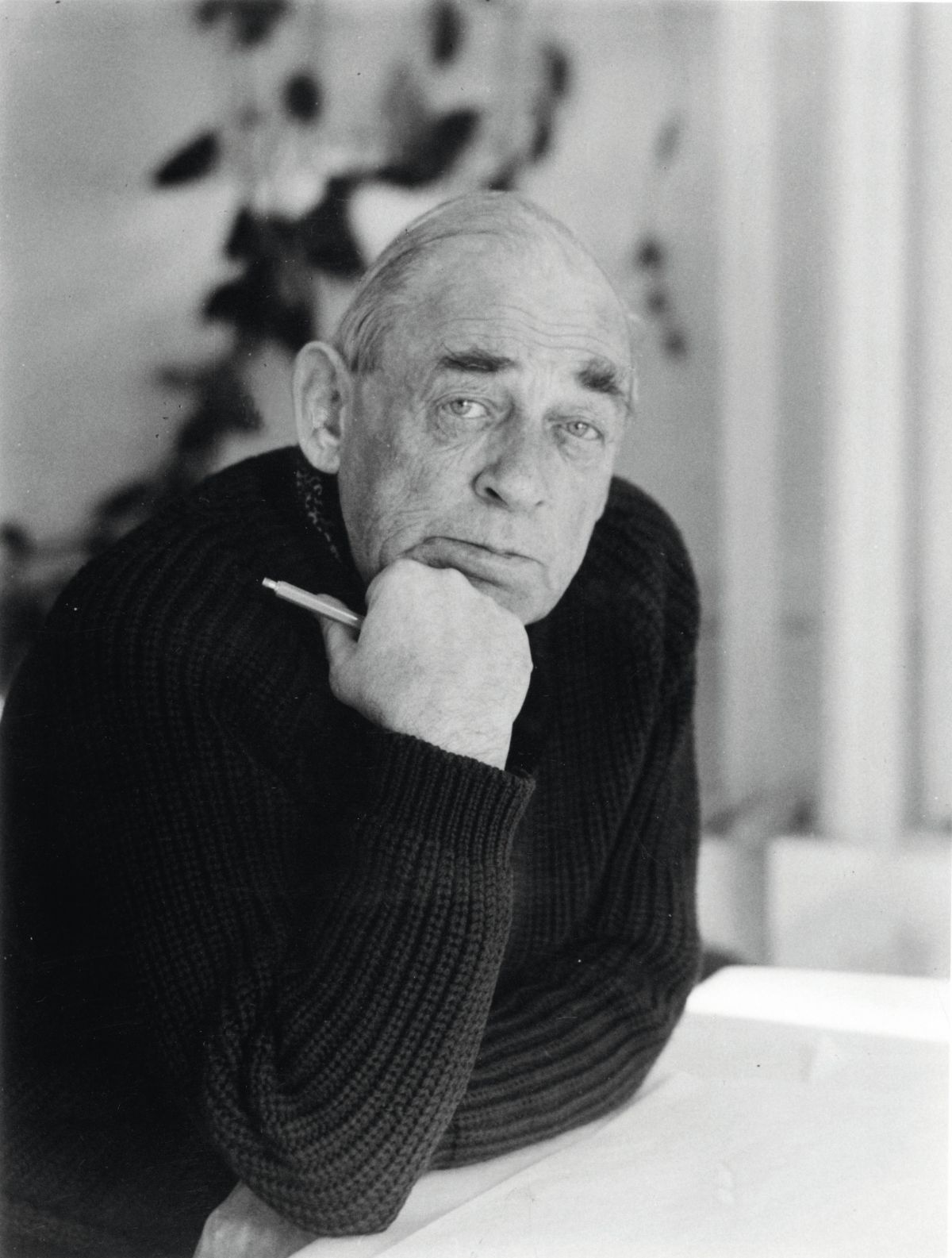
Alvar Aalto (1898–1976)

- Aalto, Antti (* 1975), finnischer Eishockeyspieler
- Aalto, Antti (* 1995), finnischer Skispringer
- Aalto, Arvo (1932–2025), finnischer kommunistischer Politiker
- Aalto, Ashprihanal Pekka (* 1970), finnischer Ultramarathonläufer
- Aalto, Asko (* 1959), finnischer Skispringer und Skisprungfunktionär
- Aalto, Elissa (1922–1994), finnische Architektin und DesignerinElissa Aalto (1922–1994)

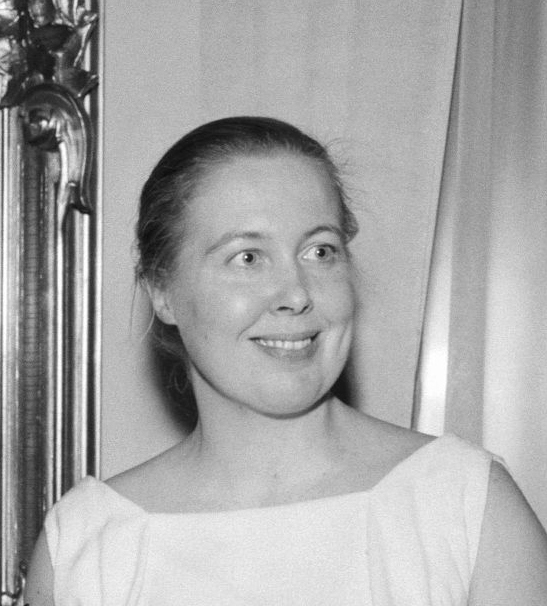
Elissa Aalto (1922–1994)

- Aalto, Jyri (* 1969), finnischer Badmintonspieler
- Aalto, Olavi (* 1937), finnischer Radrennfahrer
- Aalto, Ossi (1910–2009), finnischer Jazzmusiker und Bandleader
- Aalto, Pirjo (* 1961), finnische Biathletin
- Aalto, Saara (* 1987), finnische Sängerin und Synchronsprecherin
- Aalto, Teemu (* 1978), finnischer Eishockeyspieler
- Aaltoila, Heikki (1905–1992), finnischer Komponist, Arrangeur, Dirigent, und Musikkritiker
- Aaltola, Elisa (* 1976), finnische Philosophin
- Aaltola, Mika (* 1969), finnischer Politikwissenschaftler und Politiker
- Aaltonen, Aimo (1906–1987), finnischer kommunistischer Politiker, Mitglied des Reichstags
- Aaltonen, Aleksi (1892–1956), finnischer sozialdemokratischer Politiker, Mitglied des Reichstags
- Aaltonen, Ali (1884–1918), Leutnant in der Armee des Russischen Reichs, Journalist und finnischer Kommunistenführer
- Aaltonen, Arvo (1889–1949), finnischer Schwimmer und Olympiateilnehmer
- Aaltonen, Erkki (1910–1990), finnischer Komponist
- Aaltonen, Esko (1893–1966), finnischer Soziologe und Volkskundler
- Aaltonen, Juhamatti (* 1985), finnischer Eishockeyspieler
- Aaltonen, Juhani (* 1935), finnischer Jazz-Saxophonist und -flötist
- Aaltonen, Mika (* 1965), finnischer Fußballspieler
- Aaltonen, Minna (1966–2021), finnische Schauspielerin und Moderatorin
- Aaltonen, Paavo (1919–1962), finnischer Kunstturner
- Aaltonen, Päivi (* 1952), finnische Bogenschützin
- Aaltonen, Rauno (* 1938), finnischer Motorboot-, Motorrad- und AutomobilrennfahrerRauno Aaltonen (* 1938)

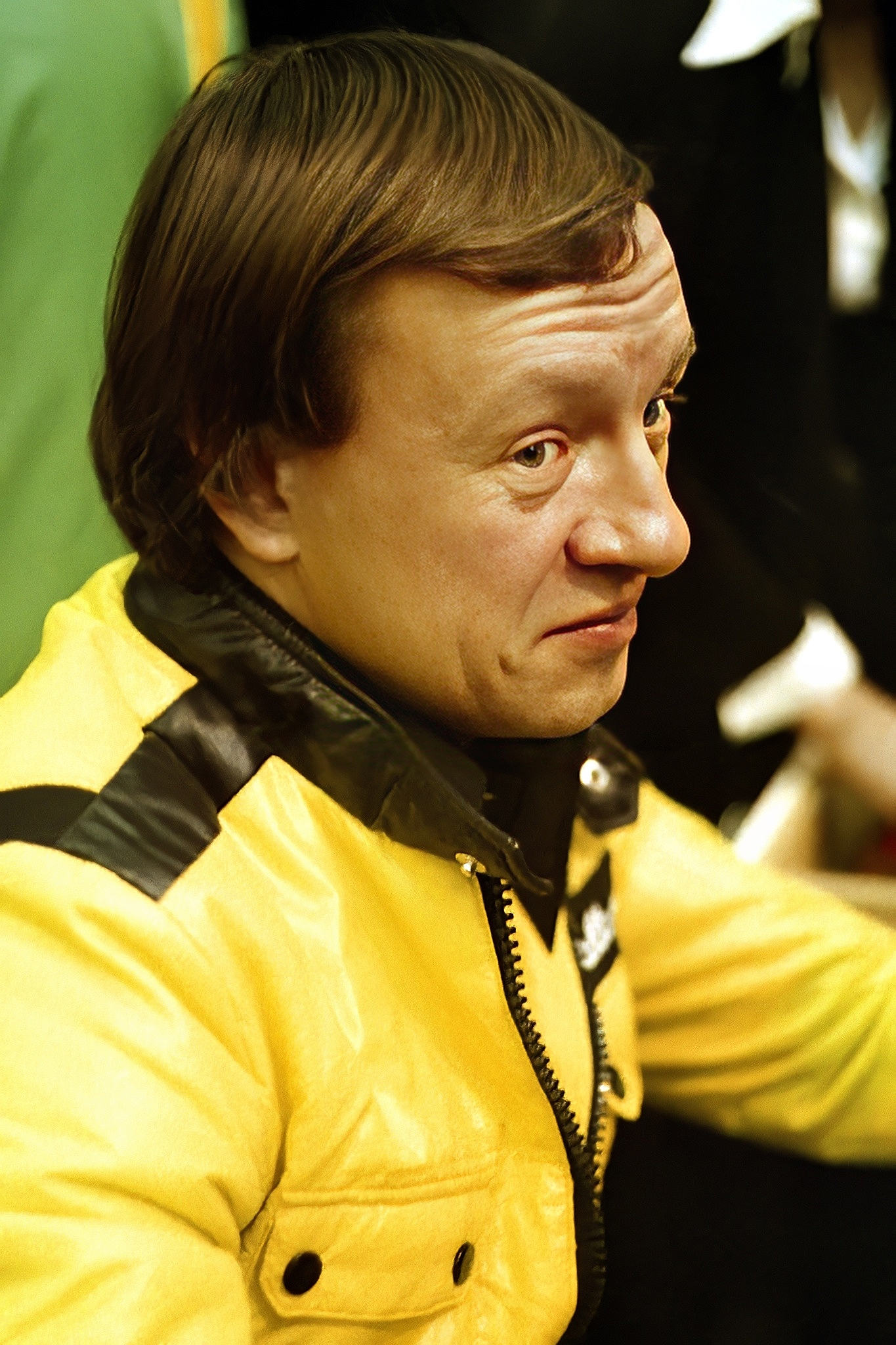
Rauno Aaltonen (* 1938)

- Aaltonen, Timo (* 1969), finnischer Leichtathlet
- Aaltonen, Uma (1940–2009), finnische Autorin, Journalistin und Politikerin, MdEP
- Aaltonen, Veikko (* 1955), finnischer Regisseur, Produzent, Filmeditor, Film- und Fernsehautor
- Aaltonen, Ville (* 1979), finnischer Bandyspieler
- Aaltonen, Wäinö (1894–1966), finnischer Bildhauer
- Aalvik, Erling (* 1992), norwegischer Biathlet
- Aalweber († 1855), deutscher Bürstenbinder und Aalverkäufer

### Aam
- Aamand, Kristina (* 1972), dänische Schriftstellerin
- Aames, Angela (1956–1988), US-amerikanische Schauspielerin
- Aamodt Kilde, Aleksander (* 1992), norwegischer SkirennläuferAleksander Aamodt Kilde (* 1992)

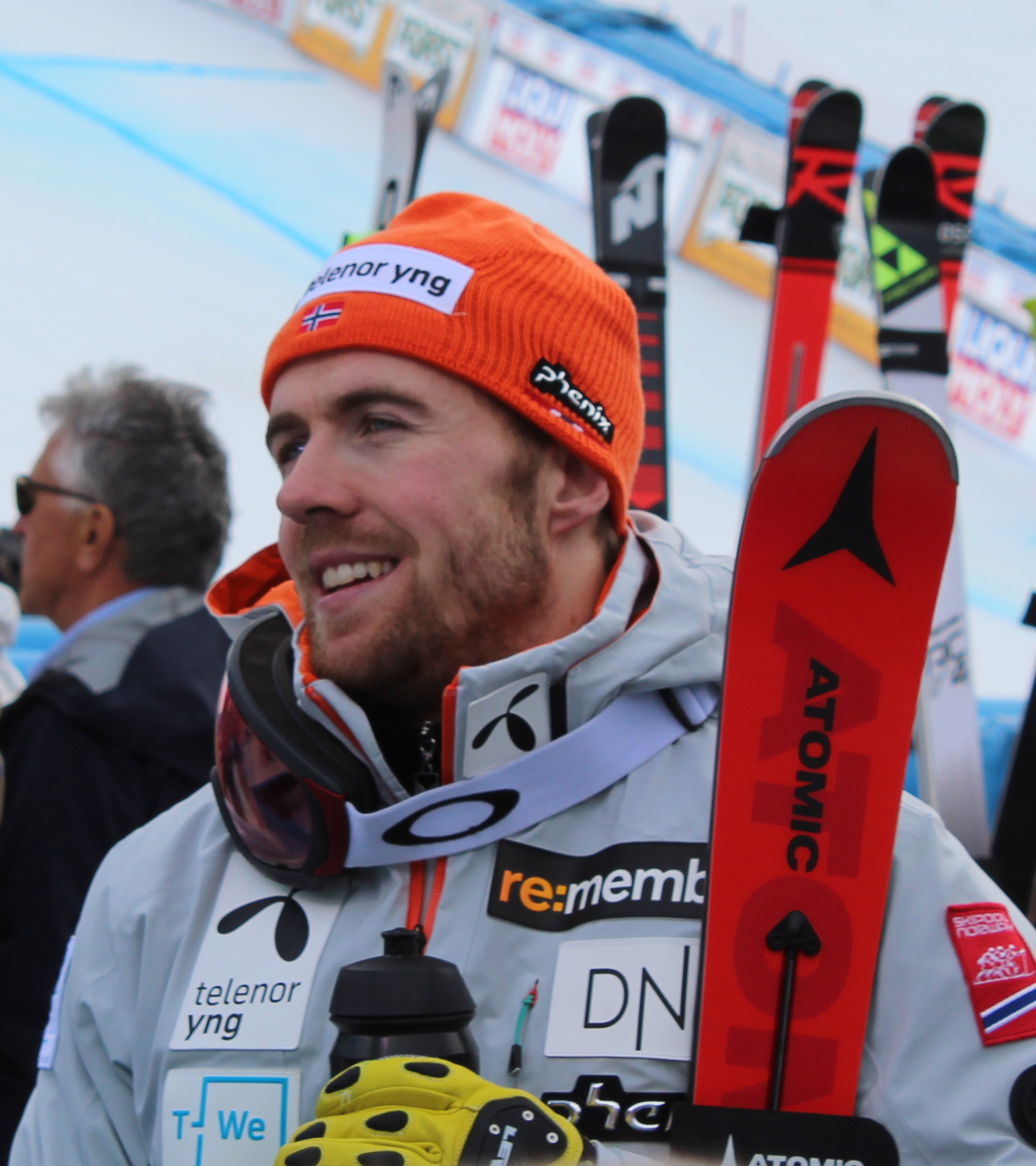
Aleksander Aamodt Kilde (* 1992)

- Aamodt, Kjetil André (* 1971), norwegischer Skirennläufer
- Aamodt, Ragnhild (* 1980), norwegische Handballspielerin
- Aamodt, Sandra, US-amerikanische Neurowissenschaftlerin und Sachbuchautorin
- Aamodt, Thorleif (1909–2003), norwegischer Organist und Komponist
- Aamodt, Valter (1902–1989), norwegischer Komponist, Dirigent, Musikkritiker und Chorleiter
- Aamodt-Nelson, Norma (1952–2020), US-amerikanische Organistin, Komponistin und Musikpädagogin
- Aamri, Khalid El (* 1977), marokkanischer Langstreckenläufer
- Aamu, altägyptischer Kleinkönig der Hyksos-Zeit, 16. Dynastie

### Aan
- Aan, Alexander (* 1981), indonesischer Atheist und Ex-Muslim
- Aandahl, Fred George (1897–1966), US-amerikanischer Politiker
- Aandahl, Vance (* 1944), US-amerikanischer Schriftsteller
- Aanecht, altägyptischer Künstler und Handwerker
- Aanen, altägyptischer PriesterAanen

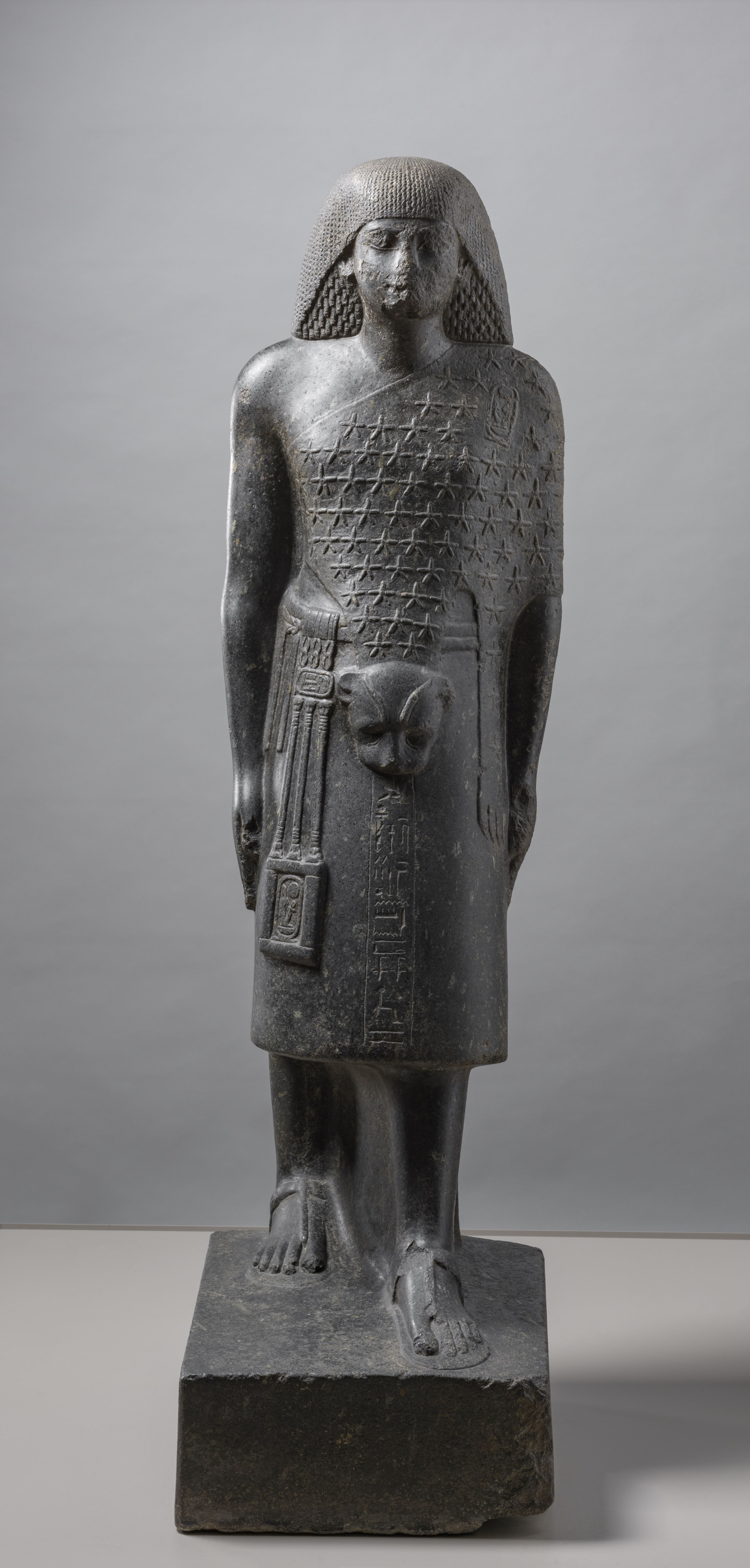
Aanen

- Aanes, Fritz (* 1978), norwegischer Ringer
- Aaness, Nils (1936–2024), norwegischer Eisschnellläufer
- Aanholt, Odile van (* 1998), niederländische Regattaseglerin
- Aanholt, Patrick van (* 1990), niederländischer Fußballspieler
- Aanholt, Philipine van (* 1992), niederländische Seglerin (Curaçao)
- Aanning, Alf (1895–1948), norwegischer Turner
- Aanonsen, Sveinung (1854–1919), norwegischer Maler und Bildhauer
- Aanraad, Cees, niederländischer Radrennfahrer
- Aanrud, Hans (1863–1953), norwegischer Schriftsteller
- Aantjes, Willem (1923–2015), niederländischer Politiker (ARP, CDA) und Weltkriegsteilnehmer

### Aaq
- Aaquist Johansen, Svend (* 1948), dänischer Komponist, Dirigent, Pianist und Computerprogrammierer

### Aar
- Aar, Anna Willemsdochter van der (1576–1656), niederländische Unterstützerin der Remonstranten
- Aar, William (* 1997), norwegischer Handballspieler
- Aaraas, Jon (* 1986), norwegischer Skispringer
- Aarab, Mustapha (* 2004), schwedischer Schauspieler
- Aarberg, Nesa von († 1438), Basler Begine
- Aarburg, Ursula (1924–1967), deutsche Musikwissenschaftlerin
- Aardahl, Maren Nyland (* 1994), norwegische Handballspielerin
- Aardal, Karen (* 1961), norwegisch-niederländische Mathematikerin
- Aarden, Mimi (1924–2013), niederländische Opernsängerin (Mezzosopran)
- Aardenberg, Abraham van (1672–1717), niederländischer Holzblasinstrumentenmacher
- Aardenburg, Willemien (* 1966), niederländische Hockeyspielerin
- Aardenburgh, Jan van († 1714), niederländischer Patronenmaler
- Aardenne, Gijs van (1930–1995), niederländischer Politiker und Manager
- Aardenne-Ehrenfest, Tatjana van (1905–1984), niederländische MathematikerinTatjana van Aardenne-Ehrenfest (1905–1984)

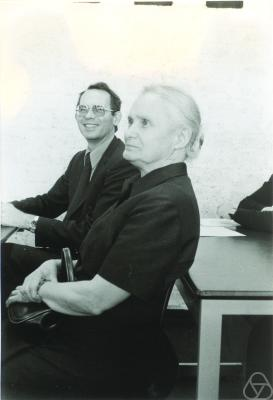
Tatjana van Aardenne-Ehrenfest (1905–1984)

- Aardewijn, Anthonij (1698–1771), niederländischer Maler
- Aardewijn, Pepijn (* 1970), niederländischer Ruderer
- Aardsma, Amanda (* 1979), US-amerikanische Filmschauspielerin und Schönheitskönigin
- Aardt, Madelene van (1896–1982), südafrikanische Komponistin und Lehrerin
- Aardweg, Gerard J. M. van den (* 1936), niederländischer Psychologe
- Aare, Leif (1933–2025), schwedischer Musikkritiker, Schriftsteller und Pianist
- Aareleid, Kai (* 1972), estnische Schriftstellerin und Übersetzerin
- Aarestrup, Emil (1800–1856), dänischer Dichter
- Aarestrup, Jens (1827–1893), norwegischer Klavierbauer und Politiker
- Aarestrup, Marie Helene (1826–1919), norwegische Genre-, Porträt- und Tiermalerin
- Aarflot, Andreas (* 1928), norwegischer lutherischer Theologe und emeritierter Bischof
- Aarflot, Sivert Knudsen (1759–1817), norwegischer Volksaufklärer
- Aariak, Eva (* 1955), kanadische Politikerin (Inuit)Eva Aariak (* 1955)

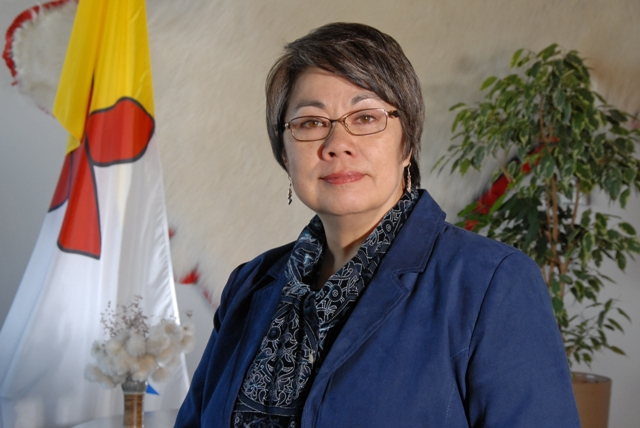
Eva Aariak (* 1955)

- Aarika-Szrok, Anneli (1924–2004), finnische Sängerin in der Stimmlage Alt, Gesangspädagogin und Funktionärin
- Aario, Leo (1906–1998), finnischer Geograph und Geologe
- Ääritalo, Mika (* 1985), finnischer Fußballspieler
- Aarland, Georg (1849–1907), deutscher Chemiker, Hochschullehrer, Redakteur und Unternehmer
- Aarland, Wilhelm (1822–1906), deutscher Zeichner, Illustrator, Holzstecher und Inhaber xylografischer Ateliers in Leipzig und Kassel
- Äärma, Evald (1911–2005), estnischer Stabhochspringer
- Aarna, Signy (* 1990), estnische Fußballspielerin
- Aarne, Antti (1867–1925), finnischer Märchenforscher
- Aarne, Els (1917–1995), estnische Komponistin
- Aarnes, Tom Aage (* 1977), norwegischer Skispringer
- Aarnink, Arne (* 1985), deutscher Fußballschiedsrichter
- Aarnio, Antti (* 1981), finnischer Eishockeyspieler
- Aarnio, Eero (* 1932), finnischer Innen- und Möbeldesigner
- Aarnio, Kaarle Artturi (1879–1956), finnischer Kantor, Dirigent, Organist, Komponist und Musikpädagoge
- Aarnio, Petri (* 1965), finnischer Geiger und Musikpädagoge
- Aarniokoski, Douglas (* 1965), US-amerikanischer Film- und Fernsehregisseur sowie Drehbuchautor
- Aaron, biblischer Hohepriester des Volkes IsraelAaron
- Aaron, katholischer Heiliger

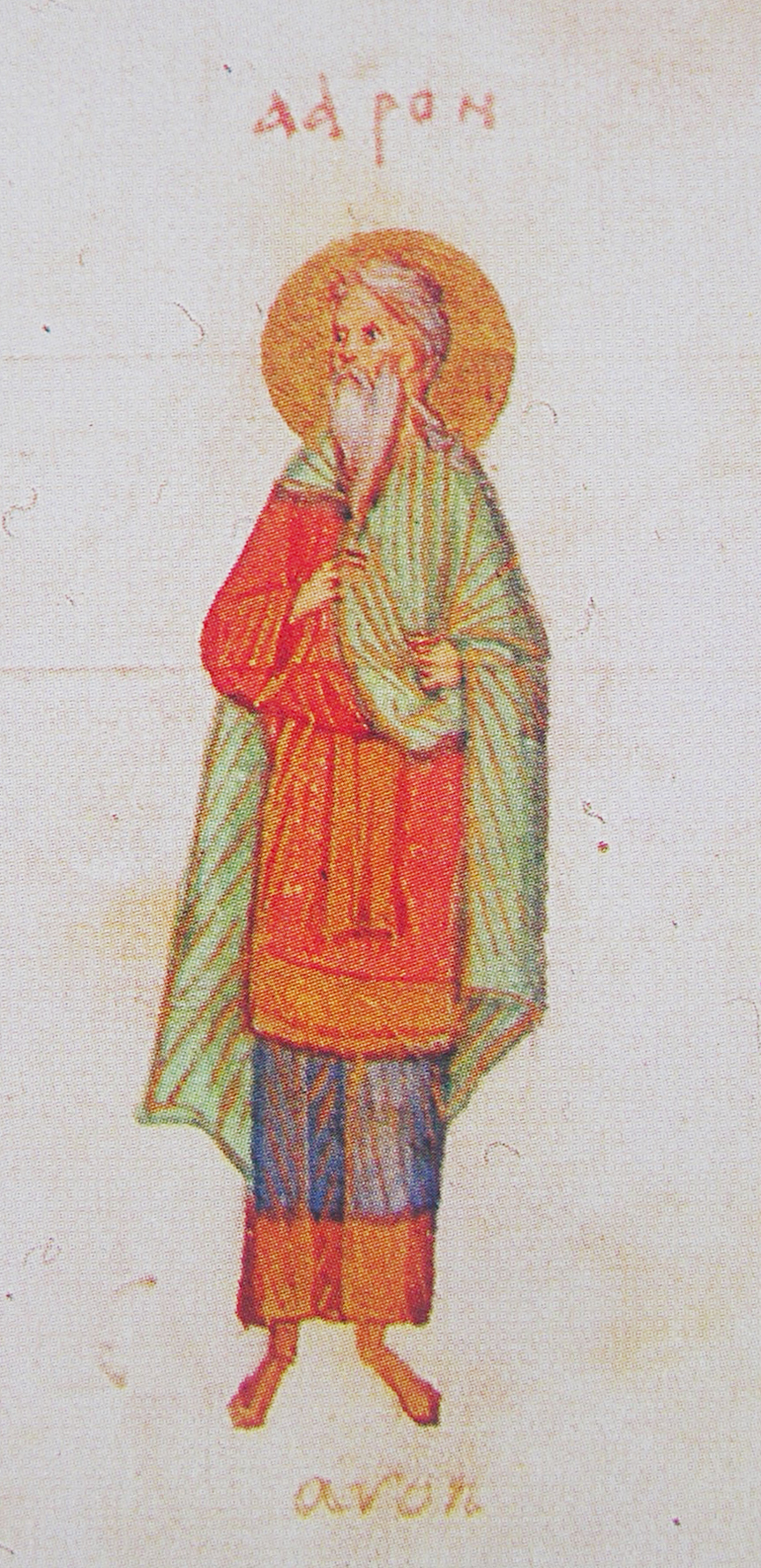
Aaron

- Aarón (* 1982), deutsch-spanischer Fußballspieler, Modeblogger und Journalist
- Aarón (* 1989), spanischer Fußballspieler
- Aarón (* 1997), spanischer Fußballspieler
- Aaron ben Ascher, Rabbiner und Tanachforscher
- Aaron ben David Cohen von Ragusa († 1656), Rabbiner und Kaufmann in Ragusa
- Aaron ben Elia († 1369), Religionsphilosoph der Karäer
- Aaron ben Joseph, karäischer Schriftgelehrter
- Aaron ben Meir Brisker († 1777), jüdischer Talmudist
- Aaron Berechja di Modena († 1639), italienischer Kabbalist
- Aaron Ibn Chajjim (1545–1632), jüdischer Gelehrter und Autor
- Aaron Kometopulos († 987), bulgarischer Adliger
- Aaron von Alexandria, alexandrinischer Arzt
- Aaron von Auxerre, Bischof von Auxerre
- Aaron von Caerleon († 304), britischer Märtyrer
- Aaron von Krakau († 1059), Benediktinerabt und Erzbischof von Krakau
- Aaron von Lincoln († 1186), englischer jüdischer Finanzier
- Aaron von Pesaro († 1563), italienischer Geschäftsmann und Laienwissenschaftler
- Aaron von St. Martin in Köln († 1052), Abt in Köln
- Aaron, Abe (1910–1970), kanadischer Jazz-Klarinettist und -saxophonist
- Aaron, Abraham (1744–1825), deutscher Medailleur und Stempelschneider
- Aaron, Anna (* 1985), Schweizer Singer-Songwriterin und Pianistin
- Aaron, Barney (1800–1859), englischer Boxer in der Bare-knuckle-Ära
- Aaron, Bernard Alan (* 1939), britischer Gitarrist, Musikpädagoge und Komponist
- Aaron, Caroline (* 1952), US-amerikanische Schauspielerin
- Aaron, Daniel (1912–2016), US-amerikanischer Historiker und Amerikanist
- Aaron, Florian (1805–1887), rumänischer Journalist, Historiker, Romanist, Rumänist und Lexikograf
- Aaron, Frank (* 1920), britischer Langstreckenläufer
- Aaron, Hank (1934–2021), US-amerikanischer Baseballspieler
- Aaron, Harold Robert (1921–1980), US-amerikanischer Offizier, Lieutenant General der US Army
- Aaron, Henry (1914–2000), US-amerikanischer Bratschist und Dirigent
- Aaron, John (* 1943), US-amerikanischer NASA-Flugdirektor
- Aaron, Jonne (* 1983), finnischer Sänger und Songwriter
- Aaron, Joseph († 1830), deutscher Medailleur und Stempelschneider
- Aaron, Lee (* 1962), kanadische RocksängerinLee Aaron (* 1962)

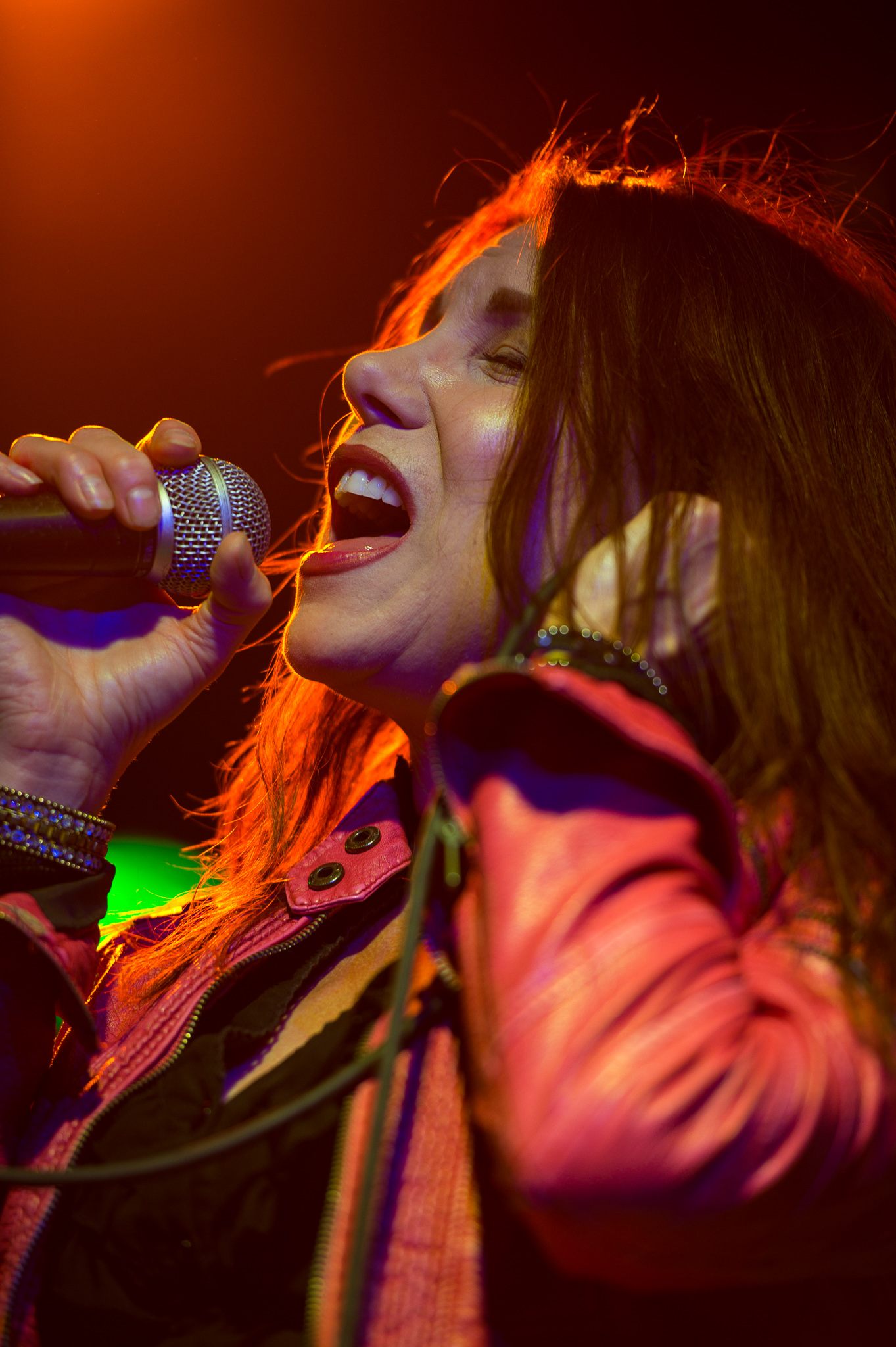
Lee Aaron (* 1962)

- Aaron, M. Robert (1922–2007), US-amerikanischer Elektroingenieur
- Aaron, Manuel (* 1935), indischer Schachspieler
- Aaron, Marcelle (1894–1956), französische Komponistin und Pianistin
- Aaron, Max (* 1992), US-amerikanischer Eiskunstläufer
- Aaron, Michael (1898–1963), US-amerikanischer Pianist, Klavierpädagoge und Komponist
- Aaron, Nathan (1893–1981), US-amerikanischer Violinist und Musikpädagoge jüdischer Herkunft
- Aaron, Paul (* 1943), kanadischer Regisseur und Filmproduzent
- Aaron, Philipp (1703–1787), deutscher Medailleur und Stempelschneider
- Aaron, Quinton (* 1984), US-amerikanischer FilmschauspielerQuinton Aaron (* 1984)

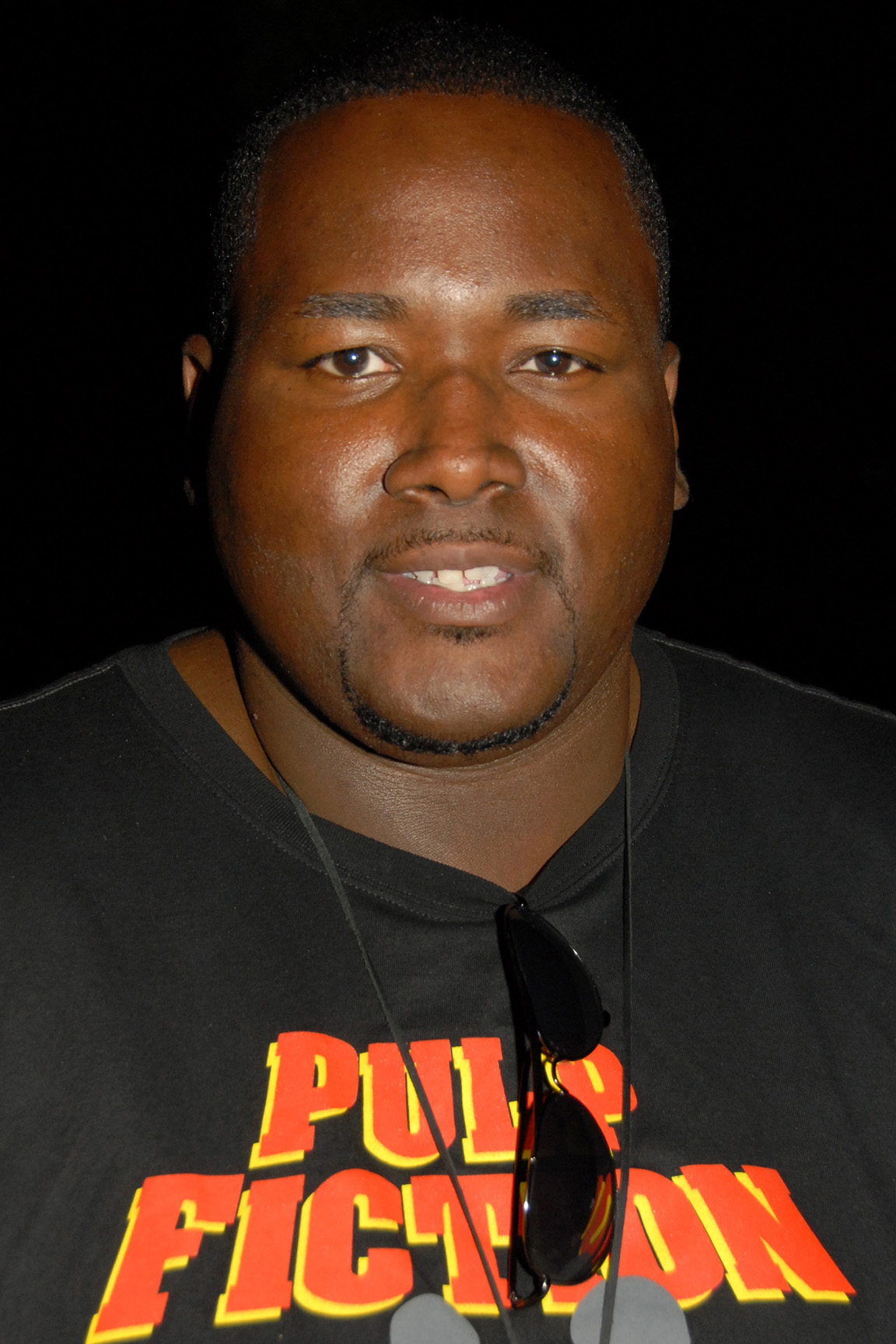
Quinton Aaron (* 1984)

- Aaron, Richard (* 1959), US-amerikanischer Cellist und Musikpädagoge
- Aaron, Richard Ithamar (1901–1987), walisischer Philosoph
- Aaron, Soazig (* 1949), französische Schriftstellerin
- Aaron, Tommy (* 1937), US-amerikanischer Golfspieler
- Aaron, Varun (* 1989), indischer Cricketspieler
- Aaron, Vasile (1770–1822), rumänischer Dichter
- Aaron, Young Barney (1836–1907), englisch-amerikanischer Boxer in der Bare-knuckle-Ära
- Aaron, Yvonne (1897–1987), französische Komponistin und Pianistin
- Aarønes, Ann Kristin (* 1973), norwegische Fußballspielerin
- Aaronovitch, Ben (* 1964), britischer Schriftsteller und DrehbuchautorBen Aaronovitch (* 1964)

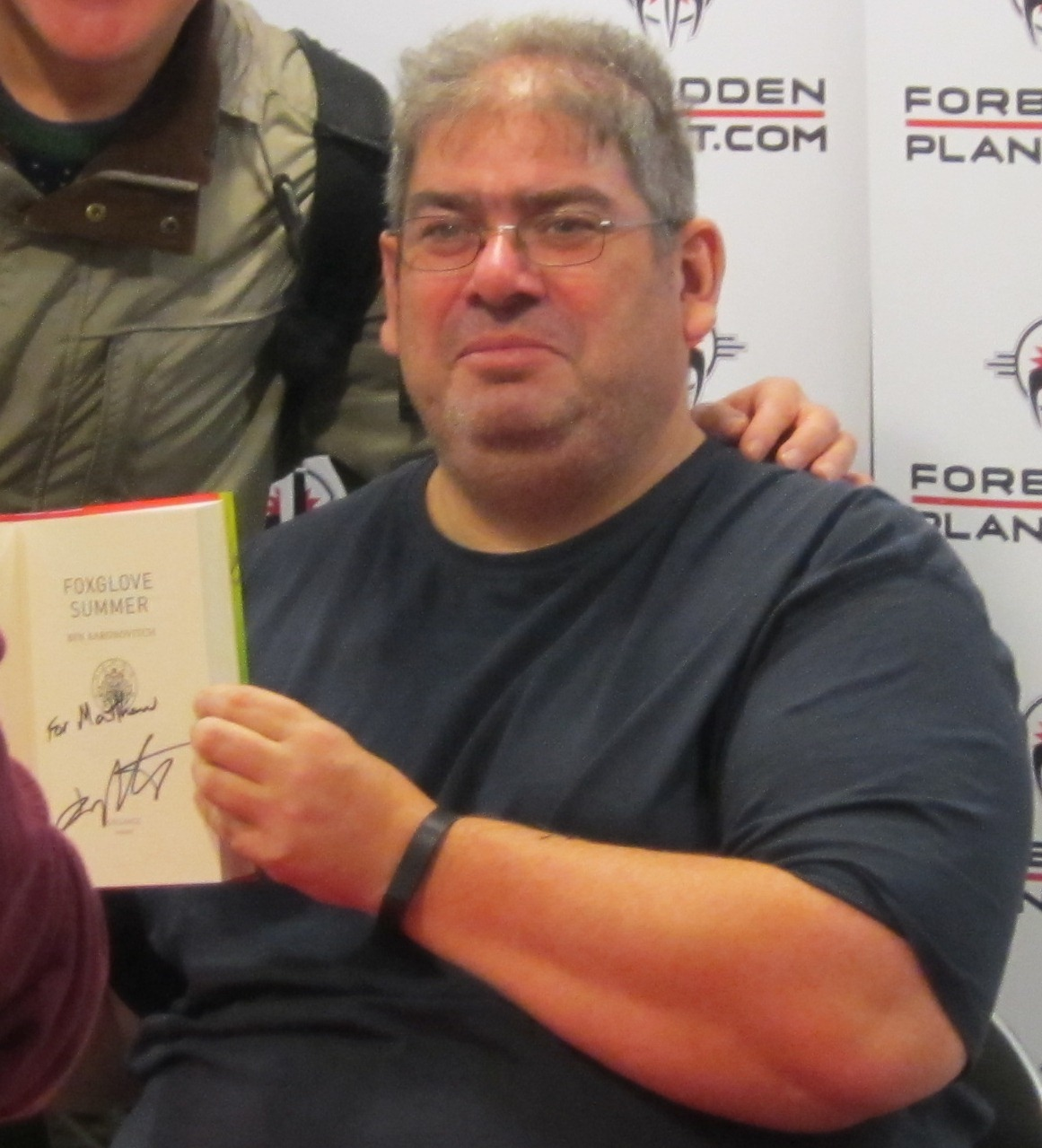
Ben Aaronovitch (* 1964)

- Aaronovitch, David (* 1954), britischer Zeitungsjournalist
- Aarons, Al (1932–2015), US-amerikanischer Jazz- und Studiomusiker (Trompete, Flügelhorn) sowie Musikproduzent
- Aarons, Alexander A. (1890–1943), US-amerikanischer Theaterproduzent
- Aarons, Alfred E. (1865–1936), US-amerikanischer Komponist, Theaterproduzent, Theaterdirektor und Liedtexter
- Aarons, Bonnie (* 1960), US-amerikanische Schauspielerin
- Aarons, Edward S. (1916–1975), US-amerikanischer Schriftsteller
- Aarons, Laurence (1917–2005), australischer Politiker, Parteivorsitzender der Communist Party of Australia
- Aarons, Mark (* 1951), australischer Rundfunksprecher, Journalist und Autor
- Aarons, Max (* 2000), englischer Fußballspieler
- Aarons, Rolando (* 1995), jamaikanisch-englischer Fußballspieler
- Aarons, Ruth Hughes (1918–1980), amerikanische Tischtennisspielerin
- Aarons, Slim (1916–2006), US-amerikanischer Fotograf der sogenannten feinen Gesellschaft
- Aaronsohn, Sarah (1890–1917), Spionin
- Aaronson, Brenden (* 2000), US-amerikanischer FußballspielerBrenden Aaronson (* 2000)

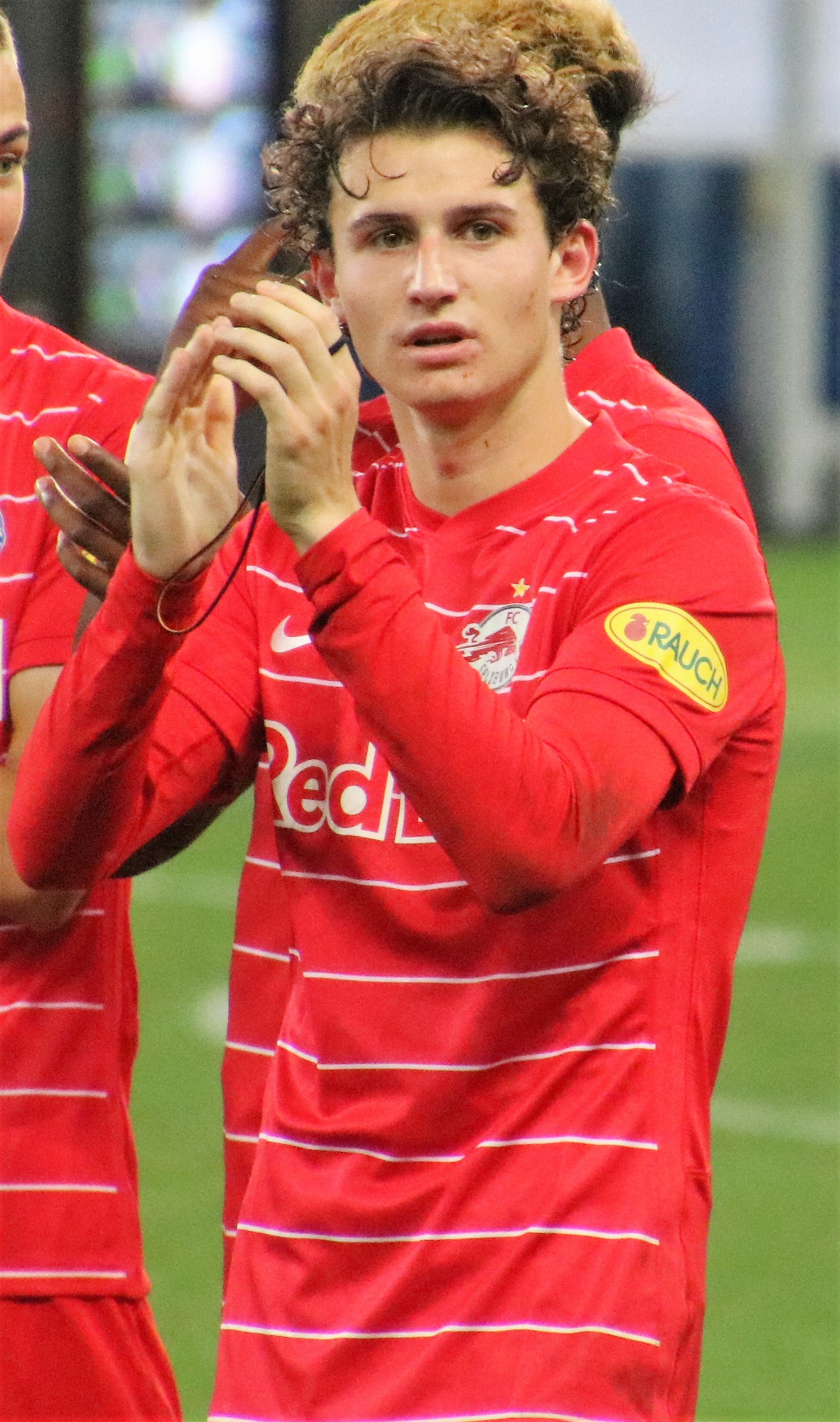
Brenden Aaronson (* 2000)

- Aaronson, Irving (1895–1963), US-amerikanischer Jazz-Pianist und Bandleader
- Aaronson, Kenny (* 1952), US-amerikanischer E-Bassist
- Aaronson, Paxten (* 2003), US-amerikanischer Fußballspieler
- Aaronson, Scott (* 1981), US-amerikanischer Informatiker
- Aaronson, Stuart A. (* 1942), US-amerikanischer Onkologe
- Aarøy, Tor Hogne (* 1977), norwegischer Fußballspieler
- Aars, Harald (1875–1945), norwegischer Architekt
- Aarsbo, Jens Jacob (1878–1944), dänischer Bibliothekar und Musikschriftsteller
- Aarset, Eivind (* 1961), norwegischer Jazz-Gitarrist
- Aarseth, Øystein (1968–1993), norwegischer Black-Metal-Gitarrist
- Aarskog, Dagfinn (1928–2014), norwegischer Pädiater und Humangenetiker
- Aarsleff, Carl (1852–1918), dänischer Bildhauer
- Aarsman, Hans (* 1951), niederländischer Fotograf und Autor
- Aarsnes, Arvid (1920–2012), norwegischer Organist, Pianist, Dirigent, Musikpädagoge, Komponist und Arrangeur
- Aarsse, Johanna Catharina (1811–1898), niederländische Konzertsängerin
- Aartman, Matthijsz Nicolaas (1713–1793), niederländischer Zeichner
- Aarts, A., belgischer Bildhauer
- Aarts, Franciscus, niederländischer Komponist
- Aarts, Harry (1930–2020), niederländischer Politiker
- Aarts, Ivo (* 1993), niederländischer Poolbillardspieler
- Aarts, Johan Joseph (1871–1934), niederländischer Maler und Grafiker
- Aarts, Kees (1941–2008), niederländischer Fußballspieler
- Aarts, Laura (* 1996), niederländische Wasserballspielerin
- Aarts, Ronald (* 1956), niederländischer Elektroingenieur, Physiker, Erfinder und Professor
- Aartsen, Jan van (1909–1992), niederländischer Politiker (ARP)
- Aartsen, Jozias van (* 1947), niederländischer Beamter und Politiker (VVD, Außenminister)
- Aarum, Marit (1903–1956), norwegische Ökonomin, Entwicklungsexperte, Politikerin der Liberalen Partei, Regierungsbeamtin und Frauenrechtlerin
- Aarvik, Egil (1912–1990), norwegischer Politiker (Kristelig Folkeparti), Minister und Journalist
- Aarwangen, Johann von († 1350), Schweizer Politiker und Diplomat

### Aas
- Aas, Arne (1931–2000), norwegischer Schauspieler und Regisseur
- Aas, Arto (* 1980), estnischer Politiker
- Aas, Bjarne (1886–1969), norwegischer Segler, Werftbesitzer und Yachtkonstrukteur
- Aas, Else Berntsen (1922–2009), norwegische Komponistin, Organistin und Chorleiterin
- Aas, Gregor (* 1957), deutscher Forstwissenschaftler
- Aas, Ingvild (* 1980), norwegische Skilangläuferin
- Aas, Jan Einar (* 1955), norwegischer Fußballspieler
- Aas, Karl (1899–1943), norwegischer Turner
- Aas, Nils (1933–2004), norwegischer Bildhauer, Zeichner und Graphiker
- Aas, Norbert (* 1950), deutscher Ethnologe und Historiker
- Aas, Ragnhild (* 1984), norwegische Beachvolleyballspielerin
- Aas, Ragnhild Elin (* 1974), norwegische Fußballspielerin
- Aas, Roald (1928–2012), norwegischer Eisschnellläufer
- Aas, Sigrid (* 1980), norwegische Skilangläuferin
- Aas, Taavi (* 1966), estnischer Politiker, Mitglied des Riigikogu
- Aas, Tore W. (* 1957), norwegischer Komponist und Chorleiter
- Aas-Hansen, Astri (* 1970), norwegische Politikerin und Juristin
- A'asa, Naomi (* 2000), amerikanisch-samoanische Beachhandballspielerin
- Aaschit, königliche Dame im Umfeld von Mentuhotep II.
- Aase, Dennis († 2023), US-amerikanischer Automobilrennfahrer und Rennstallbesitzer
- Aase, Jon Morton (* 1936), amerikanischer Pädiater und Morphologe
- Aase, Ronny Brede (* 1986), norwegischer Fernseh- und Hörfunkmoderator
- Aasebø, Kamilla (* 2006), norwegische Radrennfahrerin
- Aasen Ouren, Geir Ludvig (* 1974), norwegischer Skilangläufer
- Aasen, Edolf (1877–1969), norwegischer Buchdrucker
- Aasen, Frida (* 1994), norwegisches Model
- Aasen, Ivar (1813–1896), norwegischer Dichter und Sprachforscher
- Aasen, Marianne (* 1967), norwegische Politikerin (Ap)
- Aasen, Otto (1894–1983), norwegischer Skisportler
- Aasen-Svensrud, Maria (* 1980), norwegische Politikerin
- Aasgaard, Jens (* 1990), norwegischer E-Sportler
- Aasgaard, Thelo (* 2002), norwegisch-englischer Fußballspieler
- Aasheim, Arnold Nicolai (1749–1800), norwegischer Arzt und Physiker
- Aasheim, Hilde Merete (* 1958), norwegische Unternehmerin
- Aaskow, Urban Bruun (1742–1806), dänischer Mediziner
- Aasland, Aaslaug (1890–1962), norwegische Juristin und Politikerin
- Aasland, Geburg (1886–1970), norwegischer Organist und Komponist
- Aasland, Sigrun (* 1978), norwegische Politikerin
- Aasland, Terje (* 1965), norwegischer Politiker
- Aasland, Tora (* 1942), norwegische Politikerin, Mitglied des Storting
- Aasmäe, Meelis (* 1972), estnischer Skilanglauf- und Biathlontrainer und ehemaliger Skilangläufer
- Aasmi, Rashid al (* 1997), omanischer Sprinter
- Aasnes, Håkon (* 1943), norwegischer Illustrator, Comiczeichner und Comicautor
- Aasrud, Rigmor (* 1960), norwegische sozialdemokratische Politikerin, Mitglied des Storting
- Aass, Thomas (1887–1961), norwegischer Diplomat und Segler
- Aastad, Erling (1898–1963), norwegischer Leichtathlet

### Aat
- Aat, Königin der altägyptischen 12. Dynastie
- Aâtabou, Najat (* 1960), marokkanische Komponistin und Sängerin
- Aathmika (* 1993), indische Schauspielerin
- Aatifi (* 1965), afghanisch-deutscher Künstler und Kalligraf
- Aatz, Marianne (1929–2024), deutsche Malerin und Glasmalerin
- Aatz, Michel (1936–1995), französischer Komponist

### Aav
- Aav, Evald (1900–1939), estnischer Sänger, Komponist und Chorleiter
- Aava, Moonika (* 1979), estnische Speerwerferin
- Aava, Urmo (* 1979), estnischer Rallyefahrer
- Aavik, Arvi (* 1969), estnischer Ringer
- Aavik, Johannes (1880–1973), estnischer Schriftsteller und Sprachwissenschaftler
- Aavik, Joosep (1899–1989), estnischer Organist, Chorleiter, Musikpädagoge und Musikkritiker
- Aavik, Juhan (1884–1982), estnischer Komponist
- Aaviksoo, Jaak (* 1954), estnischer Wissenschaftler und Politiker, Mitglied des Riigikogu